# Jens Hübler
Jens Hübler (* 28. August 1961 in Meißen) ist ein ehemaliger deutscher Sprinter, der für die DDR startete.
Bei den Weltmeisterschaften 1983 in Helsinki kam er mit der ostdeutschen Mannschaft in der 4-mal-100-Meter-Staffel auf den vierten Platz.
Bei den DDR-Meisterschaften wurde er 1983 und 1984 über 100 Meter und 1984 über 200 Meter Dritter.
Hübler begann seine sportliche Laufbahn bei der BSG Motor Sörnewitz, über den SC Einheit Dresden wechselte er dann zum SC Dynamo Berlin. Mit der Berliner Staffel gewann er 1980 und 1984 den Meistertitel der DDR.

## Persönliche Bestzeiten
- 100 m: 10,27 s, 16. Juni 1983, Karl-Marx-Stadt
- 200 m: 20,63 s, 3. Juni 1984, Erfurt